# Corinna (poetessa)
Corinna (in greco antico: Κόριννα?; Tanagra, fine VI secolo a.C. – prima metà V secolo a.C.) è stata una poetessa greca antica.

## Biografia
Nata da Acheloodoro e da Procratia, era originaria della città di Tanagra in Beozia ma dimorò per molto tempo nella vicina e ben più importante Tebe, tanto da essere detta tebana. Fu soprannominata Myia (Mosca).
Vi sono poche notizie sulla sua vita: sembra sia fiorita poeticamente intorno al 509 a.C. Sarebbe stata allieva di un'altra poetessa, Mirtide di Antedone, e poco più anziana di Pindaro, tebano. Inoltre, è Corinna stessa ad informarci, in un suo componimento, di un agone che oppose Pindaro e Mirtide.
Mirtide che, pur nata donna,

scese a contesa con Pindaro.»
(fr. 664a PMG - trad. A. D'Andria)
In apparente contraddizione con quanto affermato in questo frammento, anche Corinna avrebbe conteso con Pindaro in gare poetiche, sul quale avrebbe avuto la meglio in ben cinque diverse occasioni. Pausania il Periegeta afferma invece che Corinna batté Pindaro una sola volta e attribuisce la vittoria della poetessa in tale circostanza all'uso superbo che fece in quell'occasione del dialetto eolico; riferisce inoltre di aver visto un ritratto di lei a Tanagra, che la raffigura di bell'aspetto.
Secondo la testimonianza di Taziano il Siro, nel IV secolo a.C. lo scultore Silanion avrebbe realizzato una statua-ritratto di Corinna; una statuetta di marmo (rappresentata in capo al presente articolo e conservata al Museo Antoine-Vivenel di Compiègne) è stata ritenuta una copia romana dell'opera di Silanion, dato che reca sulla base l'iscrizione del nome della poetessa, mentre i cinque rotoli di papiro rappresenterebbero i cinque libri in cui era suddivisa la sua produzione poetica.
Dal XX secolo in poi alcuni studiosi hanno messo in dubbio la cronologia tradizionale di Corinna, anticipandone la collocazione temporale dagli inizi del V secolo a. C. almeno al III secolo a.C.; ciò sia sulla base dell'ortografia dei frammenti papiracei con le sue opere sia perché non vi sono menzioni di lei prima di questa data. Tale aporia è facilmente spiegabile se «vien da pensare che i letterati alessandrini l'abbiano ignorata per via dell'impronta provinciale della sua lingua e delle sue scelte tematiche. Ci fu però una riscoperta di Corinna, i suoi versi furono ritrascritti in Beozia durante il terzo secolo, per orgoglio patriottico».

## Opere, tecnica e stile
Corinna, come Pindaro, fu autrice di lirica corale. Il lessico Suda le attribuisce 5 libri di Heroia ("Narrazioni eroiche") e alcuni carmi, come I sette contro Tebe, Iolao, Oreste. Dai titoli appare evidente che la materia fosse mitologica, e in particolare di ambito tebano.
Della produzione di Corinna, comunque, non si possedevano che tre brevissimi frammenti, finché nel XX secolo non furono ritrovati due lunghi frammenti narrativi tramandati da un papiro e contenenti due nòmoi, uno con la Gara del Citerone e dell'Elicona e l'altro su Le figlie di Asopo. Nel primo componimento, gli eroi eponimi dei due monti nei pressi di Tebe gareggiano nel canto: mentre Citerone canta di come Zeus sfuggì, ancora in fasce, al padre Crono, Elicona, vistosi battuto, si getta lungo il pendio del monte che da lui prende il nome. Nel secondo componimento, il dio fluviale Asopo, accorato per la sorte delle sue figlie, viene rassicurato dall'indovino Acrefene che gli predice il futuro glorioso di esse, spose di divinità, e narra la storia del santuario di Apollo Ptoo, anch'esso presso Tebe.
Più recente è un terzo frammento lirico, in cui Corinna parla in prima persona e cita miti beotici che si diletta di narrare, come quelli di Cefalo o di Orione.
Corinna adottò una lingua letteraria, con caratteristiche proprie del dialetto eolico della Beozia. Il suo stile era schietto, forse influenzato dalla poesia popolare, fatto di un periodare paratattico e con pochissime figure retoriche, se si eccettua l'uso di composti che ricordano Bacchilide.
Corinna è stata giudicata una poetessa minore, connotata da «gracilità dello stile e angustia delle scelte tematiche», ma questo giudizio è forse ingeneroso, dato che di lei non possediamo che frammenti.